# Angra dos Reis (canção)
"Angra dos Reis" é uma canção composta por Renato Russo, Renato Rocha e Marcelo Bonfá e lançada em 1987, no álbum Que País É Este 1978/1987 da banda Legião Urbana. Foi editada como o segundo single promocional do álbum em 1988.

## Histórico
A melodia foi composta pelo baterista Marcelo Bonfá ao piano quando ainda se acreditava que o disco seria só de inéditas. O produtor Mayrton Bahia recuperou o som e pediu a Renato que escrevesse uma letra para ela, para que o disco contivesse ao menos alguma coisa nova. Renato inicialmente se recusou e Mayrton ameaçou não concluir o disco. No dia seguinte, o cantor voltou ao estúdio com a letra escrita em um papel amassado.
Renato Russo, letrista da banda, se mostrava crítico à construção da Central Nuclear Almirante Álvaro Alberto, o que pode ter relação com a letra catastrófica da música. Num concerto em 1990, em Porto Alegre/RS, Russo afirmou: "O nome indígena do lugar onde eles construíram a nossa usina nuclear é ‘terra fofa’. Os índios já sabiam que qualquer coisa que você coloque lá vai afundar! Batendo palma nada, gente, isso tem que vaiar!", em referência à Praia de Itaorna, em Angra dos Reis/RJ, onde a central foi construída. A etimologia do nome "Itaorna", porém, ainda hoje é incerta.

## Videoclipe
Estreou em 17 de abril de 1988 no programa Fantástico, da Rede Globo. Foi dirigido por Jodele Larcher.
O videoclipe da canção mostra os integrantes em cenas no município fluminense de Angra dos Reis: Marcelo Bonfá em uma escuna no litoral ou desenhando próximo à Central Nuclear Almirante Álvaro Alberto; Renato Russo tentando escrever a letra da canção numa máquina de escrever ou cantando próximo à usina; Renato Rocha andando de bicicleta nas ruas da cidade. Dado Villa-Lobos, apesar de aparecer no vídeo, não foi a Angra dos Reis, mas gravou todas suas cenas no Rio de Janeiro, devido ao nascimento iminente de seu filho; inclusive, aparece brevemente uma imagem da ultrassonografia de sua esposa Fernanda. Posteriormente, as imagens alternam entre Marcelo Bonfá assistindo a um filme na televisão e os quatro integrantes da Legião Urbana tomando café numa lanchonete.
Ao fim do videoclipe, a canção acaba e o vídeo mostra Marcelo Bonfá vendo televisão, onde aparecem cenas de uma usina nuclear, e ouve-se um informativo dito por uma mulher: "O perigo já passou. Os técnicos já foram chamados. Não há motivo para alarme. Tomaremos as medidas necessárias. Estamos do lado de vocês".

## Faixas
12" PROMO (EMI 9951 075)
Todas as faixas escritas e compostas por R. Russo, R. Rocha, M. Bonfá. 
| Lado A |                  |         |  |
| N.º    | Título           | Duração |  |
| 1.     | "Angra dos Reis" | 4:58    |  |

| Lado B         |                  |         |  |
| N.º            | Título           | Duração |  |
| 2.             | "Angra dos Reis" | 4:58    |  |
| Duração total: | Duração total:   | 9:56    |  |